# Ould Yengé
Ould Yengé (arabisch ولد ينج) ist eine Gemeinde in der Verwaltungsregion Guidimaka in Mauretanien und ist Hauptstadt des Départements Ould Yengé.

## Geographie
Der Hauptort der Gemeinde Ould Yengé liegt 533 Kilometer südöstlich von Nouakchott auf etwa 69 m Meereshöhe im zentralen Süden des Landes an der südwestlichen Öffnung der Senke El Hodh zum Senegal-Flusssytem.
Ould Yengé liegt als Flussoase am rechten westlichen Ufer des Oued Karakoro, dessen Talweg von hier nach Süden bis zur Mündung in den Senegal die Grenze zwischen Mali und Mauretanien bildet. Die Grenze erreicht den Karakoro von Osten her aus dem Tal des Oued Manguéta.

## Bevölkerung
Die Bevölkerungszahl der Gemeinde hat in den Jahren 2000 bis 2023 von 4.935 auf 10.491 Einwohner zugenommen. Der Hauptort Ould Yengé selbst hat 7.202 Einwohner (2023). Daneben gibt es noch 14 andere bewohnte Orte.